# Yachats (település)
Yachats (kiejtése:['jɑːhɑːts]) az Amerikai Egyesült Államok északnyugati részén, Oregon állam Lincoln megyéjében helyezkedik el. Nevét állítólag a siletz indiánoktól kapta; nyelvükön a szó jelentése „sötét víz a hegy lábánál”. Emellett több elmélet is napvilágot látott. William Bright szerint a város nevét az alsea nyelvű „yáx̣ayky” (kiejtése:[ˈjaχajkʲ]) szóból kapta.
A 2010. évi népszámlálási adatok alapján a városnak 690 lakója van. A város teljes területe 2,38 km², ebből 0,08 km² vízi.
2007-ben Yachats felkerült a Budget Travel magazin „Az USA 10 legjobb kisvárosa”, valamint a Virtualtourist „Az USA 10 legfejlődőbb nyaralóhelye” listájára. 2011-ben Arthur Frommer, a Frommer's Travel Guides alapítójának tízes listáján a 7. helyezést érte el.

## Történet
Régészeti kutatások alapján a település 1500 éve lakott. Egy veremház romjait szénizotópos kormeghatározással az 570-es évek környékére becsülték. A város kagyló-lelőhelyekre és a korábbi lakosok síremlékeire épült. A 101-es út építése során több csontvázat és műtárgyat is kiástak. Nagy részüket visszatemették az út alapjába.
Az indiánok évszázadokon keresztül vadászó-gyűjtögető életmódot folytatva folyamatosan vándoroltak nyári lakuk és téli házaik között. Az alsea törzs legalább 20 állandó faluval rendelkezett a térségben (folyamatosan cserélgetve) az Alsea folyónál és a partvidék középső részén. Régészeti és nyelvi bizonyítékok alapján feltételezik a folyóparton egy dél-alseai falu, a Yahuch létezését. 1860-ra lakossága kihalt a fekete himlő és a tuberkulózis következtében.
Az 1860-as évek elején a Homestead Act révén privatizálták a Coos Bay területeit, ezért a hadsereg a coos és umpqua törzseket 130 km-rel északra, az egyenetlen talajú Alsea rezervátum területére telepítették; a hadsereg a békés indiánokat hadifogolyként tartotta fogva. 2009. július 19-én avatták fel az Amanda ösvényt, amely egy Amanda nevű vak indiánnőről kapta nevét, aki szintén áldozatul esett a kitelepítéseknek. Az ösvény Yachats belvárosától a Cape Perpetua csúcsáig ér, ez 240 m, itt pedig becsatlakozik a Siuslaw National Forest kiterjedt ösvényhálózatába.
Az áttelepítések után az addig vadászó-gyűjtögető életmódot folytató indiánok kénytelenek voltak áttérni a mezőgazdaságra. A part mentén vetett növények kipusztultak; ennek következtében 10 év alatt körülbelül 300-an haltak meg éhezés miatt. A rezervátum megnyitása után 12 évvel az indiánok kialakítottak egy ösvényt, és ennek köszönhetően a folyó völgyében sikerült burgonyát, zabot, búzát és kukoricát termeszteniük, valamint újra vadászhattak. Miután új életet kezdtek, a kormány 1875-ben újrakezdte a privatizációs programot – így az őslakosoknak ismét költözniük kellett. Néhányan visszatértek előző otthonaikba, néhányan pedig a 64 km-re északra található Siletz rezervátumba költöztek; a költözés alatt sokan meghaltak.
Az új lakosok az indiánok farmjainak és ösvényeinek használatával fejlesztették a területet. 1892-ben megalapították az akkor még Oceanview nevű város postahivatalát (a város 1917-től viseli a Yachats nevet). Amíg el nem készült a kövezett út, az esőzések ellehetetlenítették a levelek kézbesítését. A Roosevelt Memorial Highway (a mai 101-es út) 1931-ben, a Cape Perpetua köveiből épült; az út közúti összeköttetést biztosított Florence és Yachats között. A kezdeti nehézségek ellenére a turizmus hamar, 1905-ben beindult; az első szálláshely egy kaszkarabokor-raktár volt. A turizmus ma a város fő bevételi forrása.
A város mindkét világháborúban szerepet játszott. Az első világháború során a repülőkhöz lucfenyőre volt szükség, ezért a hadsereg híradósai a Yachatstól körülbelül 3,2 km-re létesített Camp 1 (Egyes tábor) közelében fakitermelésbe fogtak. Ahhoz, hogy elszállíthassák, egy vasútvonal építésébe fogtak, amely három nappal a háború vége előtt lett kész. Ezután egy magáncég folytatta a fakitermelést.
A második világháború elején a Civilian Conservation Corps által a Cape Perpetua tetején létesített West Shelterből (Nyugati óvóhely) észlelték az ellenséges tengeralattjárókat és repülőgépeket. Az óceán mentén vezető út mellett lövészgödröket és lövőállásokat telepítettek. A katonák a helyi jégpályánál, és a kibérelt női klubban voltak elszállásolva. A háború után a partiőrség a partra sodródott japán aknákat észlelt, melyeket hatástalanítottak és az óceánban megsemmisítettek.
A Little Log Church and Museum számos műalkotást őriz Yachats múltjából. A kereszt alakú templom 1926-ban épült. A telket az ez idő tájt a város területeinek nagy részét birtokló Sir Robert Perks biztosította, az építőanyagként használt fát szintén adományozók biztosították; az építkezésben a városlakók is segédkeztek. Ma a múzeumként működő épület a város tulajdona.

## Népesség

### 2010
A 2010-es népszámláláskor a városnak 690 lakója, 400 háztartása és 198 családja volt. A népsűrűség 292,7 fő/km². A lakóegységek száma 807, sűrűségük 342,4 km². A lakosok 95,2%-a fehér, 0,1%-a afroamerikai, 1,7%-a indián, 0,6%-a ázsiai, 0,7%-a egyéb etnikumú, 1,6% pedig kettő vagy több etnikumú. A spanyol vagy latino származásúak aránya 4,8% (3,2% mexikói, 0,3% Puerto Ricó-i, 1,3% pedig egyéb spanyol/latino származású).
A háztartások 5,8%-ában élt 18 évnél fiatalabb. 40,8% házas, 7,5% egyedülálló nő, 1,3% pedig egyedülálló férfi; 50,5% pedig nem család. 42,8% egyedül élt; 22,3%-uk 65 éves vagy idősebb. Egy háztartásban átlagosan 1,72 személy élt; a családok átlagmérete 2,22 fő.
A medián életkor 62,3 év volt. A város lakóinak 4,9%-a 18 évesnél fiatalabb, 3,4% 18 és 24 év közötti, 10,8%-uk 25 és 44 év közötti, 39,5%-uk 45 és 64 év közötti, 41,4%-uk pedig 65 éves vagy idősebb. A lakosok 46,7%-a férfi, 53,3%-uk pedig nő.

### 2000
A 2000-es népszámláláskor a városnak 617 lakója, 333 háztartása és 185 családja volt. A népsűrűség 267,7 fő/km². A lakóegységek száma 619, sűrűségük 268,5 db/km². A lakosok 96,27%-a fehér, 0,16%-a afroamerikai, 0,32%-a indián, 0,81%-a ázsiai, 2,43% pedig kettő vagy több etnikumú. A spanyol vagy latino származásúak aránya 2,76% (1,1% mexikói, 0,5% Puerto Ricó-i, 1,1% pedig egyéb spanyol/latino származású).
A háztartások 10,5%-ában élt 18 évnél fiatalabb. 46,8% házas, 7,2% egyedülálló nő; 44,4% pedig nem család. 37,8% egyedül élt; 15,3%-uk 65 éves vagy idősebb. Egy háztartásban átlagosan 1,85 személy élt; a családok átlagmérete 2,34 fő.
A város lakóinak 11,7%-a 18 évnél fiatalabb, 3,9%-a 18 és 24 év közötti, 13%-a 25 és 44 év közötti, 39,4%-a 45 és 64 év közötti, 32,1%-a pedig 65 éves vagy idősebb. Minden 100 nőre 83,6 férfi jut; a 18 évnél idősebb nőknél ez az arány 82,3.
A háztartások medián bevétele 32 308 amerikai dollár, ez az érték családoknál $41 250. A férfiak medián keresete $36 875, míg a nőké $31 806. A város egy főre jutó bevétele (PCI) $24 143. A családok 12,8%-a, a teljes népesség 14,1%-a élt létminimum alatt; a 18 év alattiaknál ez a szám 34,7%.
A 25 évnél idősebb lakosok 94%-a rendelkezik érettségivel (országosan 84%); 40,3% pedig alapképzésben szerzett diplomával rendelkezik (országosan 24,4%).

## Városvezetés
Mind a polgármesteri, mind a képviselői posztok pártonkívüliek és fizetés nélküliek. A polgármestert kettő, a négy képviselőt pedig négy évre választják.
A városnak négy bizottsága van: Planning Commission (Tervezőbizottság), Public Works and Street Commission (Közmunkaügyi- és Utcafenntartó Bizottság), Library Commission (Könyvtárbizottság) és Parks and Commons Commission (Parkügyi- és Közösségi Bizottság).

## Gazdaság
A város gazdasága elsősorban a turizmusra – 2002-ben a fő foglalkoztatók az Adobe Resort és a Landmark Restaurant & Lounge voltak – és a faiparra, halászatra épít; ez utóbbiak a megye fő ágait is jelentik. Yachatsban egy bank található.

## Éghajlat
Yachats időjárása az óceán hatása miatt enyhe. Télen általában a hőmérséklet nem csökken -1 °C alá, nyáron pedig nem megy 24 °C-nál feljebb. A melegrekord 1961 júliusában dőlt meg 38 °C-kal, a hidegrekord pedig 1972 decemberében -17 °C-kal. A téli hónapokban általában nem hull hó, viszont gyakoriak a heves esőzések, és az Alaszkai-öböl közelsége miatt a viharok is.
| Hónap                         | Jan.  | Feb.  | Már. | Ápr. | Máj. | Jún. | Júl. | Aug. | Szep. | Okt. | Nov. | Dec.  | Év    |
| ----------------------------- | ----- | ----- | ---- | ---- | ---- | ---- | ---- | ---- | ----- | ---- | ---- | ----- | ----- |
| Rekord max. hőmérséklet (°C)  | 20,0  | 26,6  | 27,2 | 31,6 | 35,0 | 37,2 | 41,1 | 41,1 | 37,7  | 33,8 | 26,6 | 19,4  | 41,1  |
| Átlagos max. hőmérséklet (°C) | 10,0  | 12,2  | 14,4 | 15,5 | 18,3 | 20,5 | 23,3 | 24,4 | 23,3  | 19,4 | 12,7 | 10,0  | 17,0  |
| Átlaghőmérséklet (°C)         | 5,8   | 7,5   | 8,9  | 10,0 | 12,5 | 14,7 | 17,2 | 18,0 | 16,7  | 13,3 | 8,6  | 6,1   | 11,6  |
| Átlagos min. hőmérséklet (°C) | 1,6   | 2,7   | 3,3  | 4,4  | 6,6  | 8,8  | 11,1 | 11,6 | 10,0  | 7,2  | 4,4  | 2,2   | 6,2   |
| Rekord min. hőmérséklet (°C)  | −13,3 | −12,2 | −5,0 | −3,3 | −1,1 | 1,6  | 3,3  | 4,4  | −1,6  | −3,8 | −8,3 | −15,0 | −15,0 |
| Átl. csapadékmennyiség (mm)   | 361   | 314   | 276  | 178  | 119  | 70   | 22   | 30   | 69    | 150  | 357  | 392   | 2338  |
| Forrás: The Weather Channel   |       |       |      |      |      |      |      |      |       |      |      |       |       |

## Művészet és kultúra

### Évente megrendezett események
Július 4-én délután kerül megrendezésre a Yachats la de da Parade, ahol bárki felléphet. Az eseménynek van néhány állandó résztvevője is, a  Yachats Umbrella Drill Team hastáncos csapat és a tűzoltóság egy autója miniatűr dalmát kecskékkel. 2012 óta az Oregon Central Coast Parents and Friends of Lesbians and Gays is részt vesz az eseményen. Az elmúlt években a Yachats Youth and Family Activities Program a parádé lezárásaként gumikacsa-versenyt rendezett a város torkolatánál, ezt pedig egy az óceán fölé lőtt drága tűzijáték követte.
Az 1981 óta évente megrendezésre kerülő Oregon Coast Music Festivalon 20-30 világhírű komolyzenei előadó egy júliusi hétvégén négy koncertet ad. A rendező a Four Seasons Arts szervezet. További koncerteket szerveznek a Carnegie Hallban és a Lincoln Centerben.
Minden év októberében kerül megrendezésre a Yachats Village Mushroom Festival (Gombafesztivál). A világ vezető gombaszakértői kiállításokat, előadásokat és túrákat tartanak. A fesztiválon továbbá gombatermesztő műhelyt is rendeznek. Ilyenkor a Fungi Feastben részt vevő éttermek étlapjukon vadon élő gombákat kínálnak. A település számos helyszínén lehet gombák ihlette műalkotásokkal és zenével találkozni.
November első hétvégéjén rendezik meg a számos helyszínen, köztük a Yachats Commons nagy előadótermében tartott Yachats Celtic Music Festivalt. Ilyenkor számos kelta zenét játszó zenekar látogat a városba többek között Skóciából, Írországból, Kanadából és az Egyesült Államok számos régiójából. Az érdeklődőknek tánc- és bodhran- illetve ónsíp-oktató műhelyeket rendeznek.
A Cape Perpetua Scenic Areánál található bálnamegfigyelő látogatóközpont minden télen és tavasszal „bálnafigyelő hetet” szervez. Ekkortájt körülbelül 400 szürke bálna táplálkozik Oregon, Washington és Brit Columbia partjainál. A bálnák általában júliustól november közepéig tartózkodnak Cape Perputeánál. Táplálkozás közben egész közel merészkednek a parthoz. A látogatóközpont minden nyáron „felfedezőnapokat” és túrákat tart a kövek között kialakult medencéknél. A közelben található Heceta Head Lighthouse világítótorony minden decemberben viktoriánus karácsonyi nyitónapot tart. A látogatók szórakoztatására az Anna királynő stílusában épült torony viktoriánus elemekkel van díszítve, valamint karácsonyi műsorokat tartanak.

### Múzeumok és egyéb látnivalók

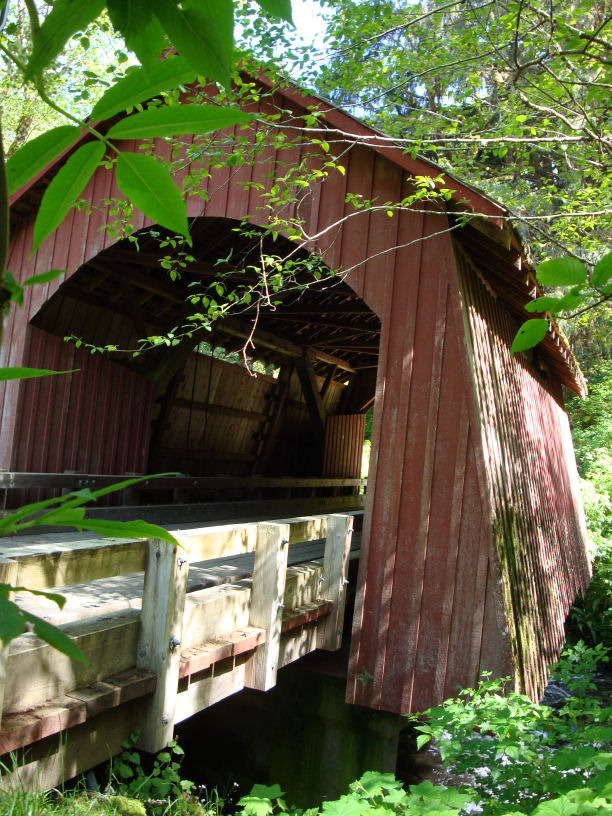
Little Log Church and Museum

Az 1926-ban épült Little Log Church and Museum, mely eredetileg evangélikus, majd később presbiteriánus templom volt, ma a város tulajdonában álló múzeum, mely számos történelmi műalkotásnak ad otthont. Esküvők, megemlékezések, koncertek és szépművészeti kiállítások kedvelt helyszíne. Emellett minden valentin-napon házasságmegújító ceremóniát tartanak.
A várostól 14 km-re északra található a Yachats Riveren (Yachats folyó) átívelő North Fork of the Yachats Bridge, mely a North Fork Yachats River Roadot összekötő fedett híd. 1938-ban, megépítése idején 1500 dollárba került; ez volt a veterán hídépítő, Otis Hamer utolsó hídja. Először 1989-ben, majd 2014-ben építették újjá a turizmus érdekében; a második alkalommal a költségek 750 000 dollárra rúgtak, melyet ⅔ részt szövetségi, ⅓ részt pedig helyi adóbevételekből fedeztek. A hidat a ma is ismert kettős függesztéssel építették meg, az építményen pedig a fény bejutása érdekében réseket hagytak. A híd 13 méter hosszú; ezzel a nyugati part egyik legrövidebb fedett hídja.

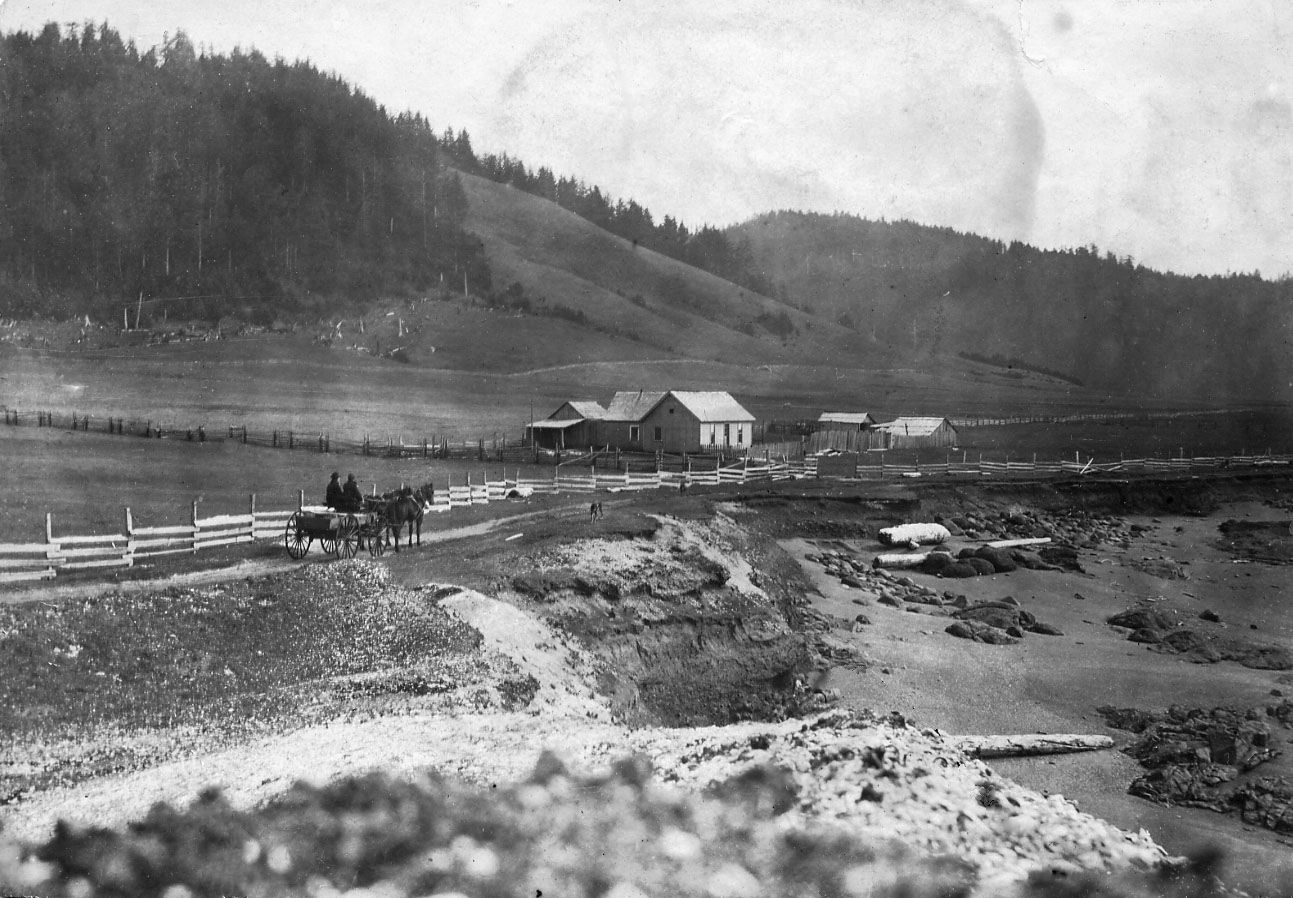
A 804-es ösvény 1892-ben

Egykor a Yachats 804 számú ösvény átjáróként szolgált Yachats és a 13 km-re északra található waldporti Alsea Bay között. Évszázadokon keresztül az indiánok használták a völgy és a Yachats folyó közötti utazáshoz apály idején. Később az utat Country Road 804-nek hívták; a 19. századtól egészen 1930-ig, a 101-es út megépültéig használták szekér- és poggyászforgalomra. Ma a történelmi útról a partot csapdosó hullámokat, tengervizes medencéket és őshonos növényzetet láthatunk. Az Oregon Coast Trail rendszer tagjaként az oregoni parkrendészet tartja fenn. A szakasz 2,1 km hosszan észak felé nyúlik a Smelt Sands State Recreation Area parkolójából kiindulva.
A Yachats Community Presbyterian Church szentélyét a közeli partszakaszokról gyűjtött achátból készült hat, aranyszínű ablak világítja be. Az ablakok teljes mérete 20 m²-t tesz ki. Ezek a világ egyetlen ismert achátból készült ablakai.

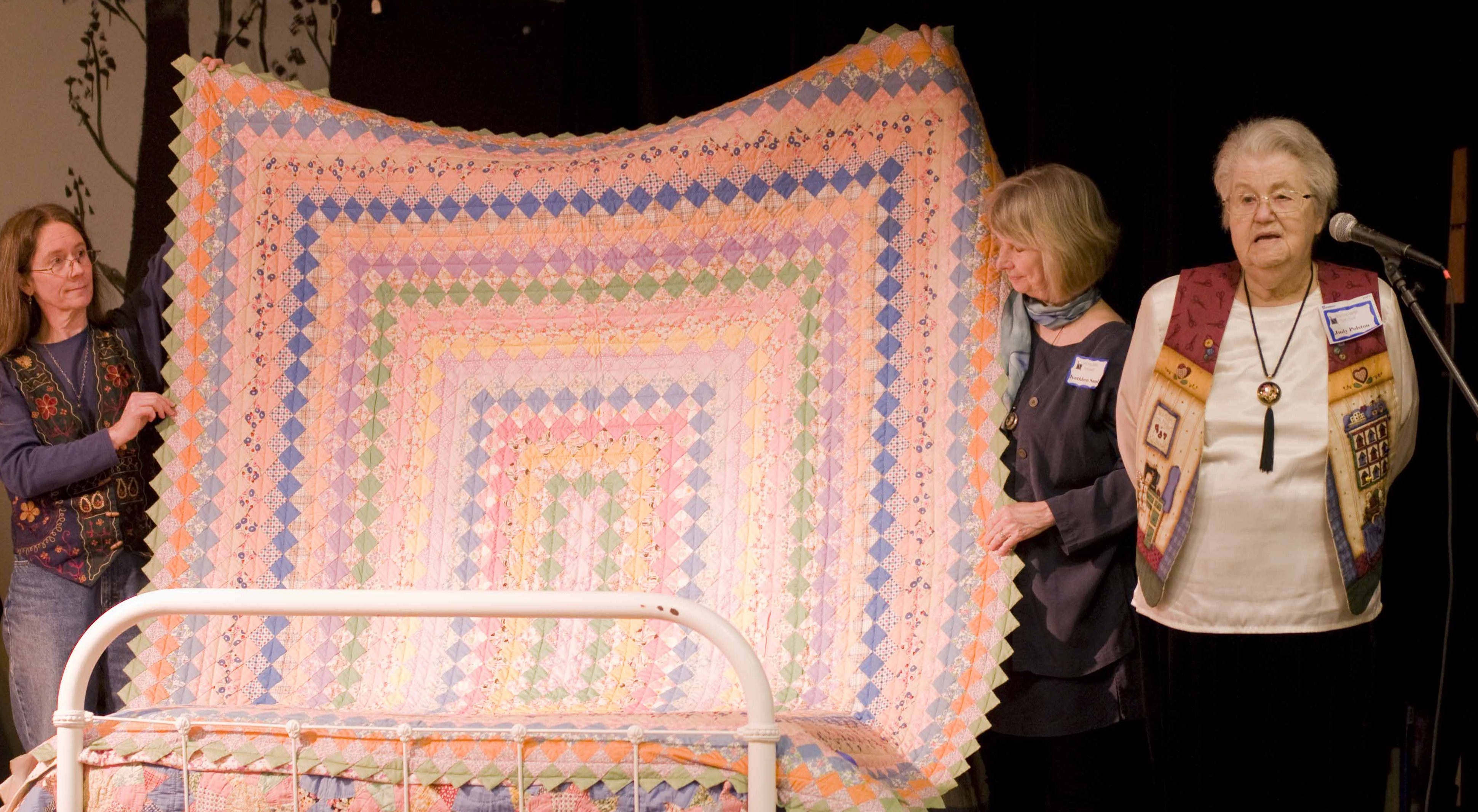
Vallási rendezvény 2011-ben

Az 1930-ban épült Yachats Commons 1983-ig iskolaként szolgált. 1990-ben a város megvásárolta közösségi célokra. Ma egyrészt az önkormányzat irodái találhatók itt, másrészt pedig a havi rendszerességű moziestek, felolvasóestek, dobkörök (nyilvános előadások), nyugdíjasoknak szervezett vacsorák és a Yachats Big Brand bállal egybekötött koncertjeinek otthona. Ezen felül időszakosan itt koncertezik az Oregon Coast Chamber Orchestra, valamint a nagy előadóterem ad otthont a One of Us Productions színdarabjainak, musicaljeinek és revüinek, valamint számos művészeti- és kézműves kiállítást is rendeznek itt. Május és október között az épület külterülete a Yachats Farmers Market (yachatsi farmerek piaca) otthona.
A Yachats Academy of Arts & Sciences (Yachatsi Művészetek és Tudományok Akadémiája) számos oktatási és szórakoztató eseményt szponzorál, melyek nagy részét a Commonsban tartják. A bemutatókon előadásokat, filmvetítéseket, kiállításokat és szemináriumokat tartanak, valamint műhelyeket szerveznek több, a művészetekhez, tudományokhoz és humán tárgyakhoz tartozó témákban.
Ezen felül a Commonsban levetítik a részben vagy egészben a városban forgatott filmeket. A Yachats Film Festival a Ghoul from the Tidal Pool és hasonló filmek vetítési helye. A 2010-es film játékfilm hosszúságú, gúnyos, az 1950-es évek horrorfilmjeihez hasonló stílusú, és a teljes stáb (forgatókönyvírók, színészek, technikai személyzet) amatőrökből áll. A film sztárja a helyi Jordan Ostrum.
A Yachats Public Library (Yachatsi Városi Könyvtár) állandó kiállítást tart a Yachats Arts Guild festményeiből, rajzaiból és fotóiból. A kiállított darabok néhány hetente cserélődnek. Itt található még a Yachats Seed Bank (Yachatsi Magbank), mely ingyen szolgáltat terményeket a gazdák részére. A magbankban sok szakácskönyv, valamint kertészeti- és a közösség fenntarthatóságáról szóló szakkönyv található itt; ezen felül széles sávú internet és Wi-Fi is a látogatók rendelkezésére áll. A könyvtár számítógépeit nyitvatartási időben lehet használni. A könyvtárból egy ingyenesen megváltható kártyával lehet kölcsönözni, mely a nyaralóknak is rendelkezésére áll.

## Parkok és pihenés

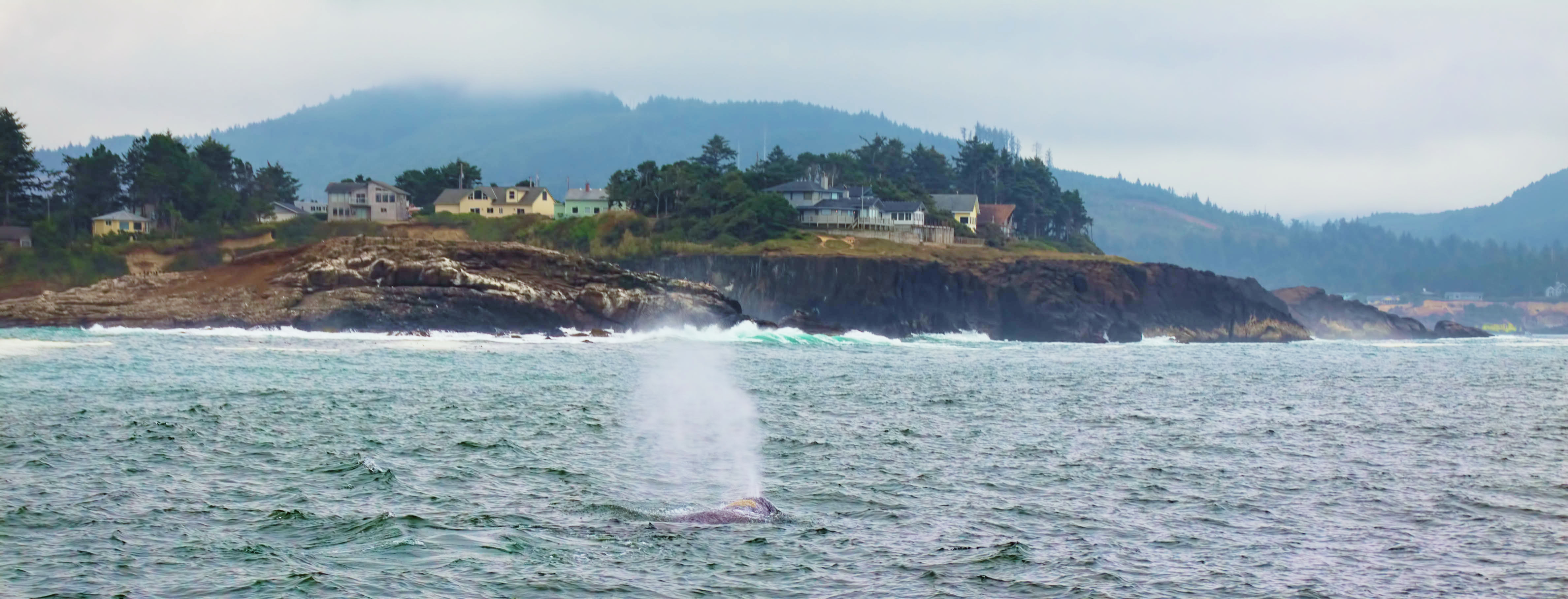
Szürke bálna a város partjainál

Yachatsnak mind az állat-, mind a növényvilága gazdag. Korábban több tanulmány is készült az óceáni-, hegyi- és parti élővilágról, valamint ezek egymással való kapcsolatáról. A város természeti látványosságainak célja az óceánparti állat- és növényvilág védelme, tanulmányozása és bemutatása.
A várost északról a Siuslaw National Forest (Siuslaw nemzeti erdő) határolja. Területe 2 500 km², ez Rhode Island területének ötnyolcad része; a terület észak-déli irányban Tillamooktól a Coos Bayig tart. Több túraútvonallal rendelkezik, melyek átvezetnek a Sitka lucfenyővel, nyugati bürökkel és amerikai duglászfenyővel borított, érintetlen területeken. Egy másik túraútvonal-hálózat Yachats északi végétől indulva a Cannibal- és Burnt Tiber hegyek csúcsára visz fel.
Yachatstól 3 km-re délre található a Siuslaw National Forestben elhelyezkedő Cape Perpetua. A területet James Cook nevezte el 1778. március 7-én.
245 méteres magasságával ez az oregoni partvidék legmagasabb pontja. A Whest Shelter nyugati megfigyelőpontja népszerű hely a költöző szürke bálnák megfigyelésére. A fok lábánál a hullámok egy egyenetlen öblöt formáltak (Devil's Churn (Ördög köpülője)). Az északi lejtő mellett található a 101-es útról is látható, magánkézben lévő Cleft of the Rock világítótorony.

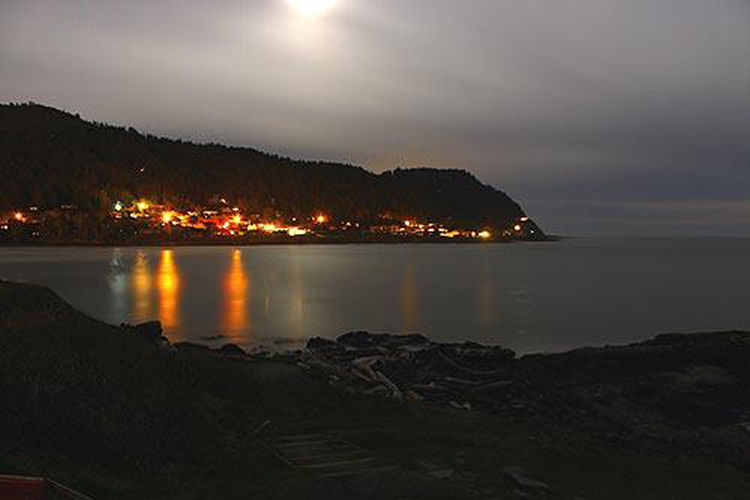
A város fényei a folyótorkolat felől

A Yachats folyó torkolatának déli oldalán található a Yachats Ocean Road State Natural Site, ahol egy mérföld (1,6 km) hosszan végig lehet sétálni a folyótorkolat és az óceán partja mentén. Lehetőség van piknikezni, illetve az északi végen egy lépcső vezet az óceánpartra. A déli végen lévő Agate Cove-nál a szikláknak csapódó hullámok látványosan kilövellnek a kövek közül.
A Yachats State Recreation Area egy nappal látogatható park a Yachats folyó torkolatának északi felén. A parkban található egy az óceánba 400 méter hosszan benyúló móló. A területen lehetőség van bálnamegfigyelésre, láthatóak egyéb vadállatok, dagálytócsák, valamint lehetőség van sárkányrepülőzésre, horgászatra és piknikre. A területen ezen kívül még találhatóak mosdók is.
A város északi szélén található a Smelt Sands State Recreation Site. Egy időben rengeteg bűzöslazac (a lazac apró méretű rokona) úszott ide éves vándorlásuk idején. A vándorlások az évek során lecsökkentek. A partszakasz a történelmi 804-es ösvényről közelíthető meg; a parkolótól 1,21 km-re délre található. 2013 januárjában egy a hullámokra figyelmeztető jelzőt helyeztek el. 2011. február 5-én két eugene-i középiskolás diákot elsodortak a hullámok, és megfulladtak.

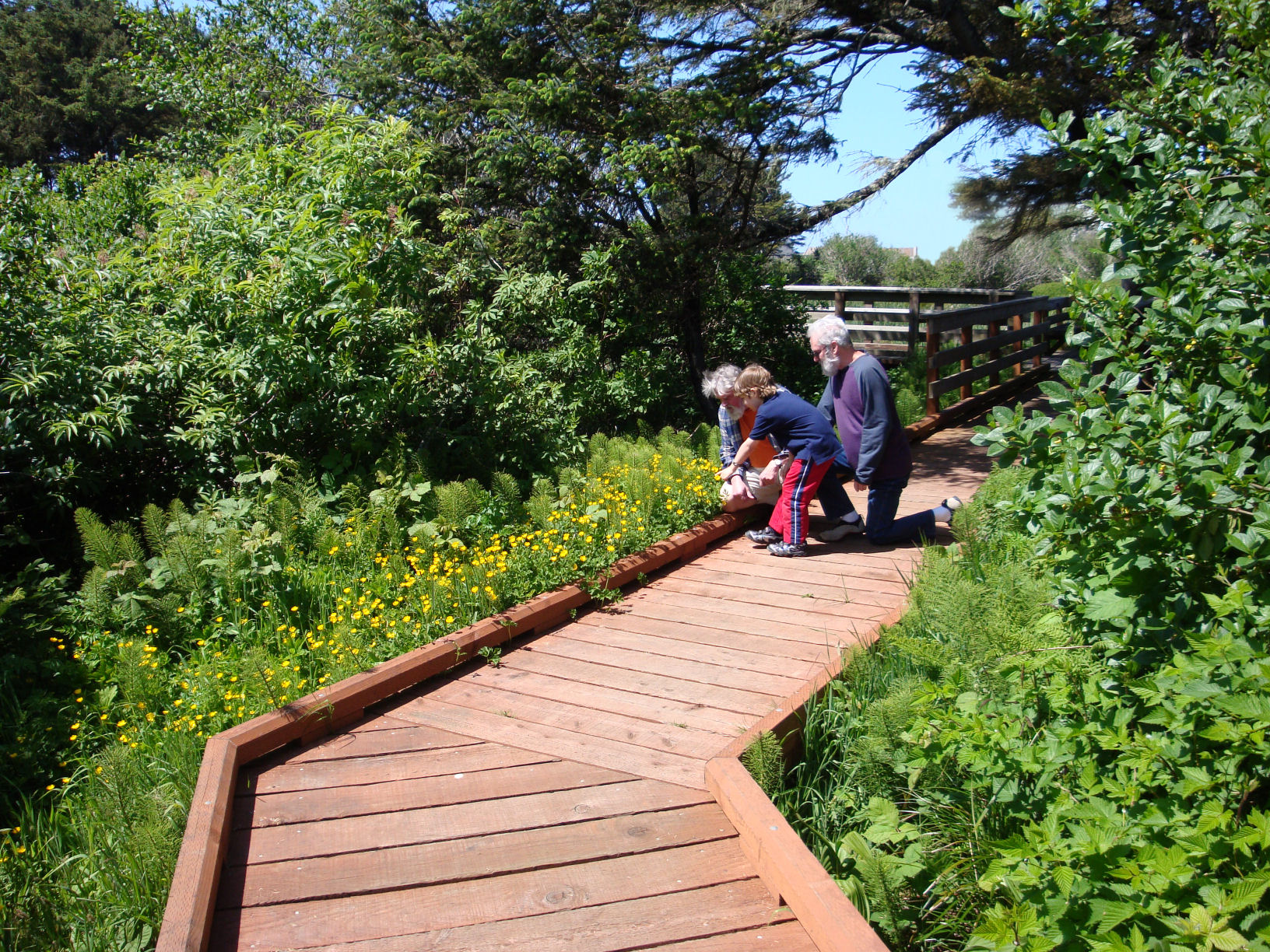
A parki sétány

A Yachats Community Park (Yachatsi Közösségi Park) egy a belvárosban található felújított lápos, mocsaras terület. Sétányain végiggyalogolva képet kaphatunk a város védett állat- és növényvilágáról, például egy az eredeti állapotában megőrzött lucfenyő-erdőről. A vizenyős területeken gyakoriak az erős vízfolyások, ezért a területen gyakori vendég a halászsas. A parkban elhelyeztek piknikasztalokat, faházat, padokat, valamint egy „békekert” is található itt.
A Gerdemann Botanical Preserve egy 1,4 hektár területű erdő Yachats északi és a Siuslaw National Forest nyugati határán. A kert James és Janice Gerdemann kertészek gyűjteményét őrzi. Az őshonos fajok mellett a kert egy kültéri „laboratóriumként” is szolgál, például található itt dél-afrikai mézbokor vagy új-zélandi és tasmaniai páfrány kínai mogyoró, ausztrál pókvirág és chilei Embothrium és lámpásfa. Ma a terület kutatási és oktatás célokat szolgál.
A Ten Mile Creek Sanctuary egy 0,87 km² területű természetvédelmi terület Yachatstól 11 km-re délre. Számos védett növény- (Sitka lucfenyő, nyugati bürök) és -állatfaj (márványos alka, nyugati erdeibagoly északi változata, Roosevelt-vapiti, feketefarkú szarvas, puma, fekete medve vagy a fehérfejű rétisas). A területen megfigyelhető a szivárványos pisztrángok, királylazacok és a veszélyeztetett coho lazacok vándorlása. A természetvédelmi terület fenntartója a National Audubon Society (Nemzeti Audubon Társaság), mely széles körű oktatási programokkal igyekszik felhívni a figyelmet az állagmegóvás fontosságára.

## Oktatás
A város nem rendelkezik saját iskolákkal, diákjai a Lincoln School District (Lincoln megyei Iskolakerület) többi iskolájában tanulnak. Az óvoda, és általános iskola szerepét a waldporti Crestview Heights School, a középiskoláét pedig a szintén waldporti Waldport High School tölti be. A legközelebbi felsőoktatási intézmények a newporti Oregon Coast Community College, illetve a florence-i Lane Community College.

## Média
A város lapja, a The Yachats Gazette havonta jelenik meg mind nyomtatásban, mind online. Témái: közösségi hírek és interjúk, cikkek helyiekről, vállalkozásokról, látnivalókról. A térségben ezen kívül még két lap jelenik meg: South Lincoln County News és News Times; ezenkívül Lincoln megye rendelkezik saját online lappal (newslincolncounty.com Archiválva 2016. június 13-i dátummal a Wayback Machine-ben).

## Infrastruktúra
Yachats városa a 101-es út mellett fekszik. A legközelebbi repülőtér a Waldporthoz közeli Wakoma Beach állami repülőtér. A város közösségi közlekedési igényét helyi járatú buszokkal (a Lincoln County Transit által) szolgálják ki.
A víz- és csatornaszolgáltatást az önkormányzat biztosítja. Az ivóvíz a Salmon és Reedy patakokból származik. Az áram- és telefonszolgáltatást megyei szolgáltatók biztosítják (áram – Central Lincoln Public Utility District, telefon – Pioneer Telephone Cooperative). A szemétszállítás és a kábeltelevízió-szolgáltatás magáncégek kezében van.
A legközelebbi kórházak a newporti Samaritan Pacific Communities Hospital és a waldporti Peace Harbor Hospital; a legközelebbi orvosi rendelők pedig a waldporti Waldport Family Medical Center, a Samaritan Waldport Clinic, és a Waldport Physical Therapy and Sports Medicine.
A tűzoltóságnak két kirendeltsége van a városban. A rendfenntartásért a megye seriffjei és az állami rendőrség felel.

## Fordítás
Ez a szócikk részben vagy egészben  a   Yachats, Oregon című angol Wikipédia-szócikk ezen változatának fordításán alapul.  Az eredeti cikk szerkesztőit annak laptörténete sorolja fel. Ez a jelzés csupán a megfogalmazás eredetét és a szerzői jogokat jelzi, nem szolgál a cikkben szereplő információk forrásmegjelöléseként.